# El Cuadrón
El Cuadrón es una pedanía del municipio español de Garganta de los Montes, situado en el valle del Lozoya, en la zona noroeste de la Comunidad de Madrid. Dista 72 km de Madrid. Cuenta con una población unos 30 habitantes, una superficie de 10,15 km² y se encuentra a una altitud de 1.125 metros sobre el nivel del mar.

## Geografía
El Cuadrón puede considerarse formado por el núcleo principal y dos barrios más, Las Eras del Soto y El Prado Gustar, a lo que hay que añadir la Finca de Cobos. Se encuentra enclavado en el valle del Lozoya, en la parte norte de la Comunidad de Madrid, en la denominada Sierra Norte.
Existen vistas a las altas cumbres nevadas en invierno, y los terrenos fértiles formados por el discurrir del río Lozoya y sus afluentes.
El Cuadrón está delimitado por el norte por el Lozoya y el embalse de Buitrago, por el sur linda con Garganta de los Montes, tras el alto de La Cabeza. Por el este queda, tras la carretera comarcal M-604, el municipio de Lozoyuela y al oeste limita con el Lozoya.
| Noroeste:Río Lozoya - Pinilla de Buitrago                       | Norte: Embalse de Riosequillo-Pinilla de Buitrago y Buitrago del Lozoya | Noreste: Buitrago del Lozoya          |
| Oeste: Río Lozoya –Pinilla de Buitrago y Garganta de los Montes |                                                                         | Este: Buitrago del Lozoya y Lozoyuela |
| Suroeste:El Verdugal -Garganta de los Montes                    | Sur: Garganta de los Montes y Lozoyuela                                 | Sureste: Lozoyuela                    |

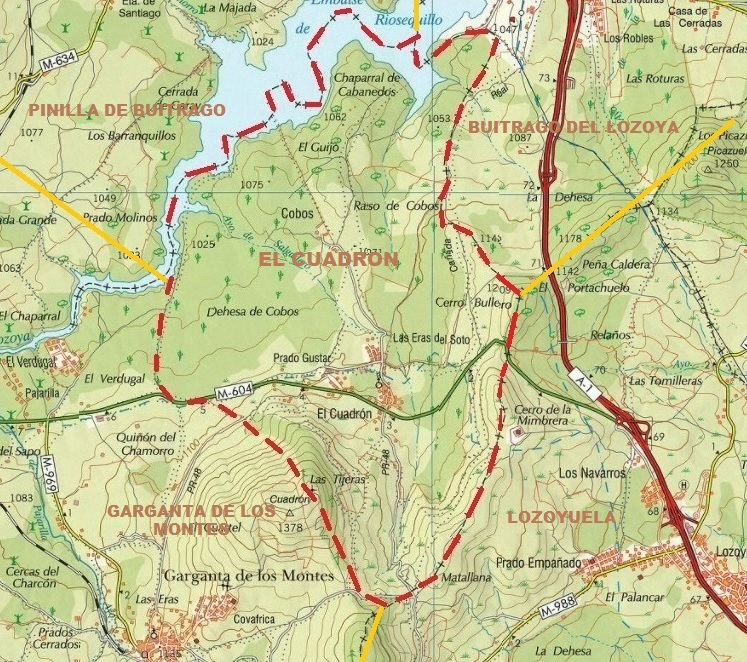
Ubicación de El Cuadrón en la Sierra Norte de Madrid

El paisaje de esta zona, uno de los más espectaculares de la Comunidad de Madrid, posee unas características peculiares definidas por las grandes manchas verdes que ofrecen los bosques de pinos, y que se mezclan con la escala de grises de las rocas típicas de la comarca. A estos colores se suman los que proporcionan las aguas embalsadas del río Lozoya y el limpio cielo de la Sierra de Guadarrama, que según su aspecto o el momento del año, modifica todo el espectro cromático. El territorio se encuentra poblado de vías pecuarias y cañadas. Sus bosques de robles y chaparras hacen de la zona un lugar ideal para el disfrute de la naturaleza, ideal para el descanso y los paseos tranquilos.

### Geología
La zona donde se ubica El Cuadrón está formada por materiales metamórficos del Sistema Central. Estos están constituidos principalmente por gneises glandulares (cuarzo y glándulas de feldespato potásico principalmente) y esquistos, de edad entre 2500 a 500 millones de años.

## Flora, Fauna y Clima

### Flora
Se trata de una zona típicamente de montaña, donde la vegetación aparece como una sucesión de franjas superpuestas que forman los conocidos como pisos de vegetación. El piso inferior está constituido por diferentes especies herbáceas, entre las que predomina el helecho común (Pteridum aquilinum), y una sola especie arbórea predominante, que en este caso es el roble común (Quercus pyrenaica).
En la siguiente banda superior se sitúan los pinares, y en esta zona existe un pinar de escasa extensión en la parte más alta, en la zona conocida como Cerro de El Cuadrón. De forma puntual aparecen también con fresnos (Fraxinus angustifolia) en el estrato inferior.

### Fauna
La fauna es muy abundarte y algunos animales como el zorro, el corzo, el mirlo o la lagartija se encuentran con relativa facilidad. Sin pretender hacer una lista exhaustiva de las especies animales, se enumeran algunas de las especies más comunes:
- Mamíferos: jabalí (Sus scrofa), zorro (Vulpes vulpes), tejón (Meles meles), gineta (Genetta genetta), corzo (Capreolus capreolus) y ardilla (Scune vulgarn).

- Peces: trucha (Salmo truttafario) y tenca (Tinca tinca).

- Aves: gorrión (Passer domesticus), mirlo común (Turdus merula), comeja (Corvus corone), herrerillo común (Parus caeruleus), urraca (Pica pica), perdiz roia (Alectoris rufa), chocha perdiz (Scolopax rusticola), grajilla (Corvus mondeula), milano real (Milvus milvus), alcaudón real (Lanius excubitor), ánsar común (Anser anser), lavandera (Motacilla flava), totovía (Lullula coborea) y  martín pescador (Alcedo atis).

- Anfibios y reptiles: culebra bastarda (Malpolon monspessulanus), culebra lisa europea (Coronella austriaca), culebra de escalera (Elaphe scalaris), culebra viperina (Natrix maura), lagartija colilarga (Psammodromus algirus), lagartija cenicienta (Psammodromus hispanicus), lagartija serrana (Lacerta moticola), lagarto ocelado (Lacerta lepida), lagarto verdinegro (Lacerta schreiberi), salamandra (Salamandra salamandra), sapo partero ibérico (Alytes cistemasii) y sapo partero común (Alytes obstetricans).

### Clima
El Cuadrón posee un clima que se puede clasificar como cálido en verano y templado o frío en invierno. Los meses de invierno son mucho más lluviosos que los meses de verano. De acuerdo con Köppen y Geiger su clima se clasifica como Csb. La temperatura media anual se sitúa en los 11.6 °C. A lo largo del año, las temperaturas varían en 16.5 °C. Son más altas, en promedio, en julio y agosto, alrededor de los 21.0 °C. Diciembre y enero son los meses más fríos, con temperaturas medias de 4.5 °C.
La precipitación media aproximada es de 53 mm. La variación en la precipitación entre los meses más secos y los más húmedos es de 70 mm. La menor cantidad de lluvia ocurre en agosto. El promedio de este mes es 23 mm. La mayor parte de la precipitación aquí cae en mayo, promediando 93 mm.

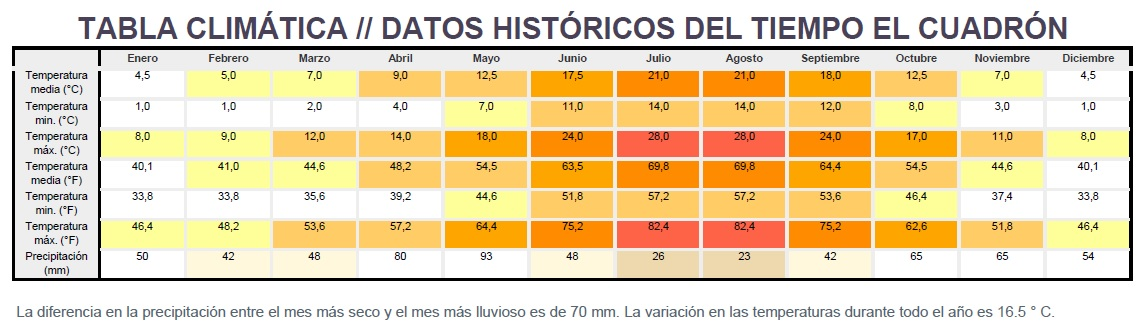
Tabla climática de El Cuadrón (Fuente: [https://www.meteoblue.com/es/tiempo/pronostico/semana/el-cuadr%C3%B3n_espa%C3%B1a_3123525 Meteoblue.com

## Demografía
| 30            | 30 | 32 | 31 | 33 | 35 | 34 |
| (Fuente: INE) |    |    |    |    |    |    |

## Historia
El origen del pueblo se remonta a la Edad Media y está determinado por la expulsión de los judíos llevada a cabo en el siglo XV. Este hecho provocó profundos cambios en la propiedad de la tierra de todo el Partido. Los judíos eran dueños de importantes posesiones en las fértiles tierras de las cercanías del Lozoya, y, al ser expropiados tras su expulsión de España, facilitó la formación y consolidación de asentamientos como el de El Cuadrón
Los empleados de la Finca de Cobos, al servicio del marqués, se establecieron en la zona inicialmente, formando apenas un caserío, pero su posición geográfica, como punto de paso de varias vías pecuarias, entre las que destacaba la Cañada Real Segoviana, y la existencia de tierras fértiles en la cercanía del Río Lozoya, provocaron cierta emigración, dando origen a la formación del núcleo poblacional de El Cuadrón.
Fue fundado en el año 1492, dedicándose sus habitantes principalmente a la ganadería –especialmente de la oveja merina- y, en menor medida, a sus cultivos de cereales, como el trigo y el centeno. El pueblo mantiene entonces una relación de dependencia feudal –fiscal, jurídica y económica- hacia el Duque del Infantado, dueño del señorío de Buitrago, lo que determina su desarrollo.
Una de las fechas más trágicas fue la de 1599, cuando la conocida como “peste bubónica” provocó una gran mortalidad, lo que hizo desaparecer uno de los núcleos poblados de municipio, conocido como "El Santo Roto". Parece que esta epidemia produjo en la población de El Cuadrón una elevadísima mortandad, traducida en una crisis demográfica severa, de la cual no se pudo recuperar hasta el siglo XVIII.
Durante el siglo XVIII se le conoció con el nombre de Clevadrón. Así se menciona en el libro escrito por Tomás Mauricio López, "Geografía histórico-moderna" en el año 1796. Se desconoce cuándo cambia su nombre por el de El Cuadrón, tal y como se denomina en la actualidad.
En el siglo XIX uno de sus motores económicos fue la explotación de sus minas de blenda. Estaban ubicadas en lo que en la actualidad es la calle de la Fuente, donde existió un pozo de siete varas, denominado “La Segura”. Actualmente, el conocido en el pueblo como “pozo de la mina” y está tapado. Esta mina, de escasa productividad, fue una más de tantas incipientes explotaciones en busca de cobres en la zona. Comenzó su actividad a fines del siglo XIX con la extracción de blenda cadmífera, para su posterior obtención de zinc por electrólisis. La blenda tenía multitud de usos, pero el más común era la aleación con otros metales como el hierro o el acero, ya que estos adquirían una gran protección ante la oxidación. La vida de esta pequeña mina urbana fue corta, pues se tienen noticias de que en 1915 el yacimiento ya se había abandonado.
El municipio perteneció a la provincia de Guadalajara hasta 1833, año en que empezó a depender de Madrid.
En el siglo XX la población permaneció prácticamente estable (en torno a los 100 habitantes), aunque con algunas oscilaciones en las distintas décadas.

## Economía
La actividad económica del pueblo ha ido decreciendo en los últimos años, quedando prácticamente abandonadas tanto la ganadería como la agricultura. En la actualidad el pueblo ha quedado, por su cercanía a Madrid, como pueblo dormitorio y de fines de semana.

## Lugares de interés

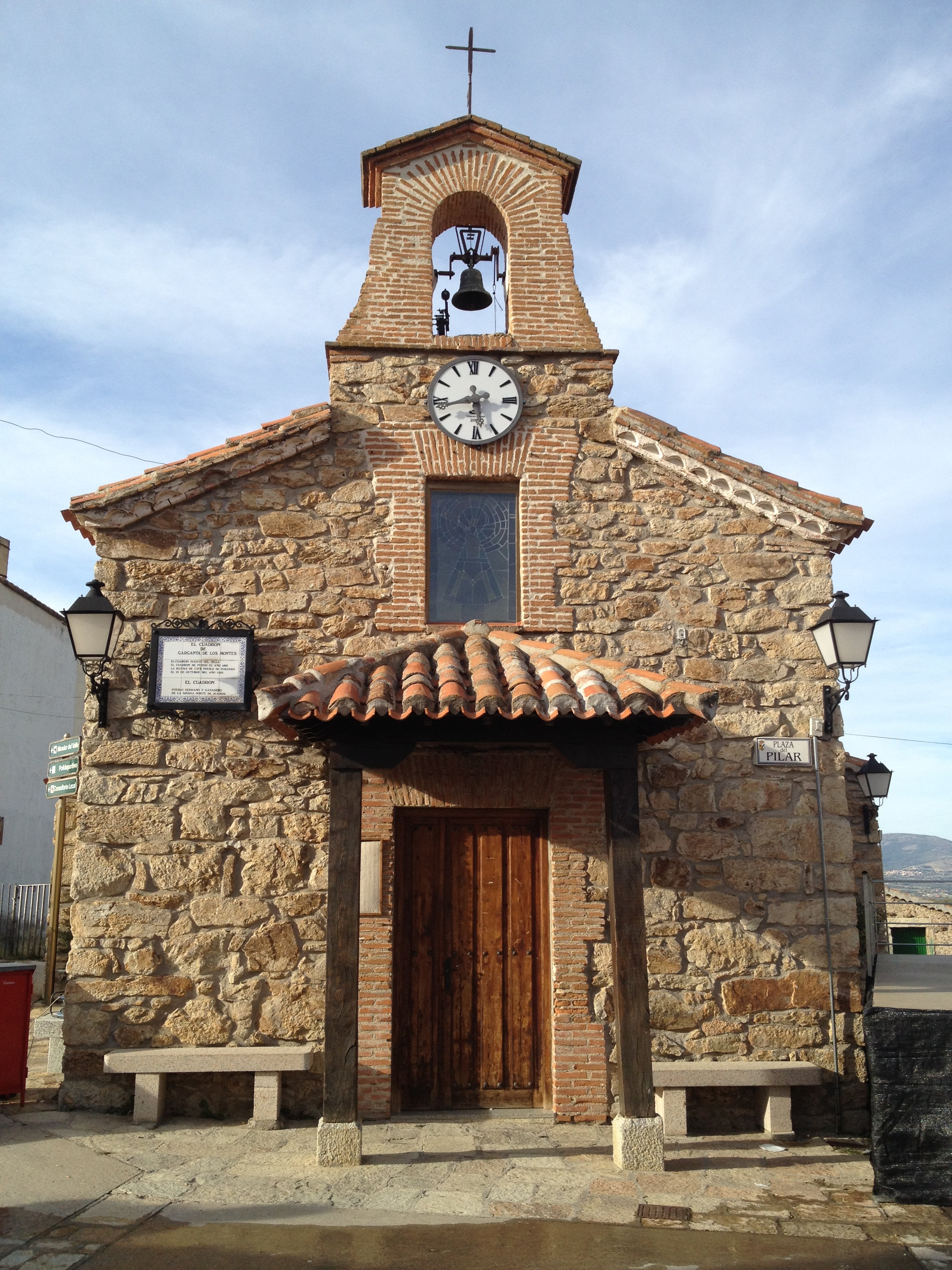
Iglesia del Pilar.

- Iglesia de El Pilar: situada en el centro del pueblo, construida en 1925 según reza en su fachada principal. Su construcción, en piedra, ladrillo y madera, corresponde a un estilo humilde y sencillo, preparado para el culto de una pequeña población. Fue levantada por iniciativa de la maestra del pueblo, Doña Asunción Ternero, pasando a tener el rango de parroquial en 1953. Como dato anecdótico cabe señalar que la iglesia, durante la Guerra Civil, fue usada como cocina de las tropas republicanas destacadas en la zona.

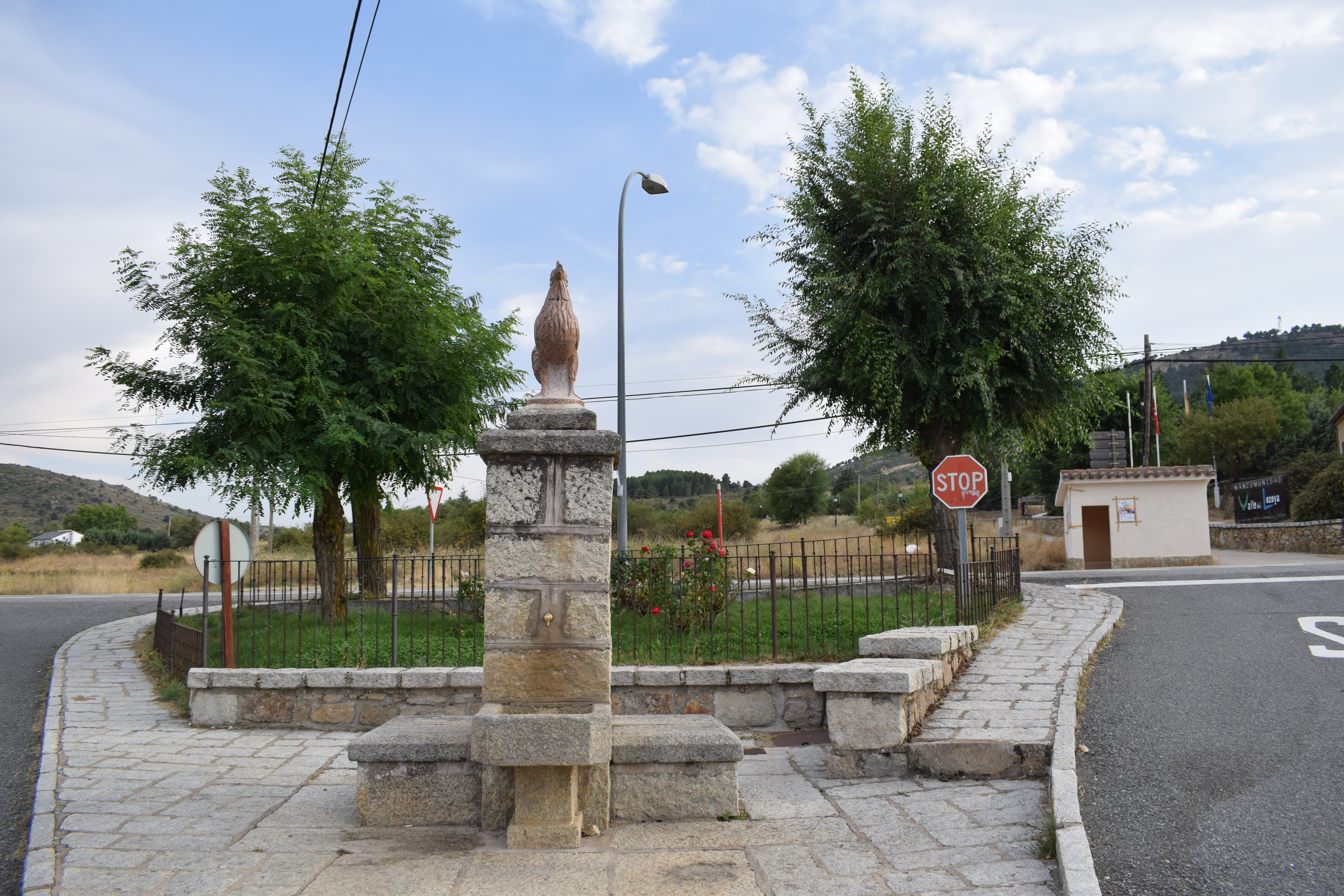
La Fuente de Arriba.

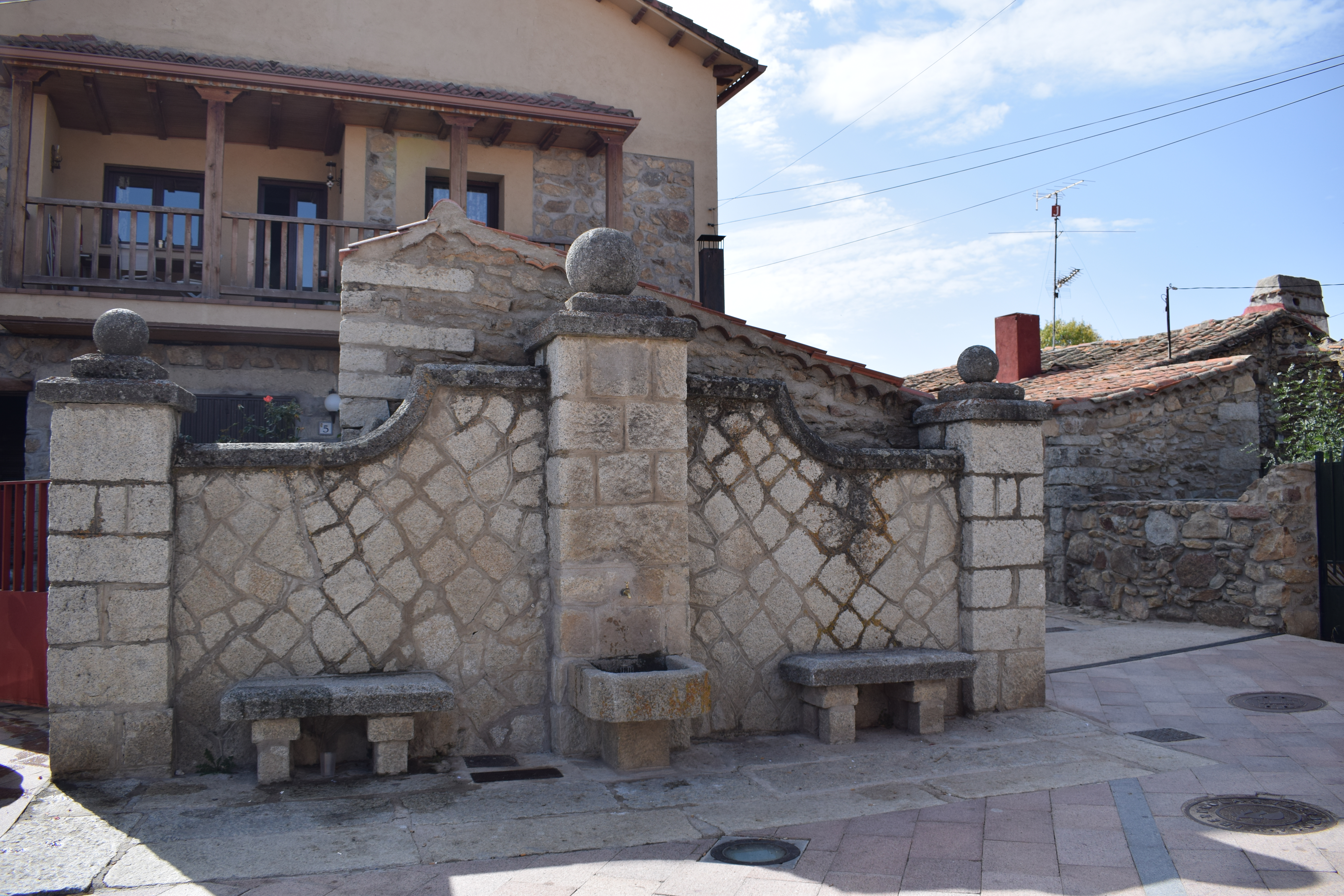
La Fuente de Abajo

- Fuente de Arriba y Fuente de Abajo: en el pueblo hay dos fuentes públicas de agua potable. Fueron construidas en la década de 1960 y son habituales en los pueblos de la Sierra Norte. Recientemente, la Fuente de Arriba ha sido modificada respecto a su diseño original, sustituyendo la "bola" de piedra característica de este tipo de fuentes por la forma de un gallo. La Fuente de Arriba da la bienvenida a los visitantes del pueblo y permite el descanso a los que visitan en pueblo en bicicleta o caminando. Por el contrario, la Fuente de Abajo mantiene su diseño original, presidiendo la plaza del Pilar, frente a la Iglesia que da nombre a la Plaza.

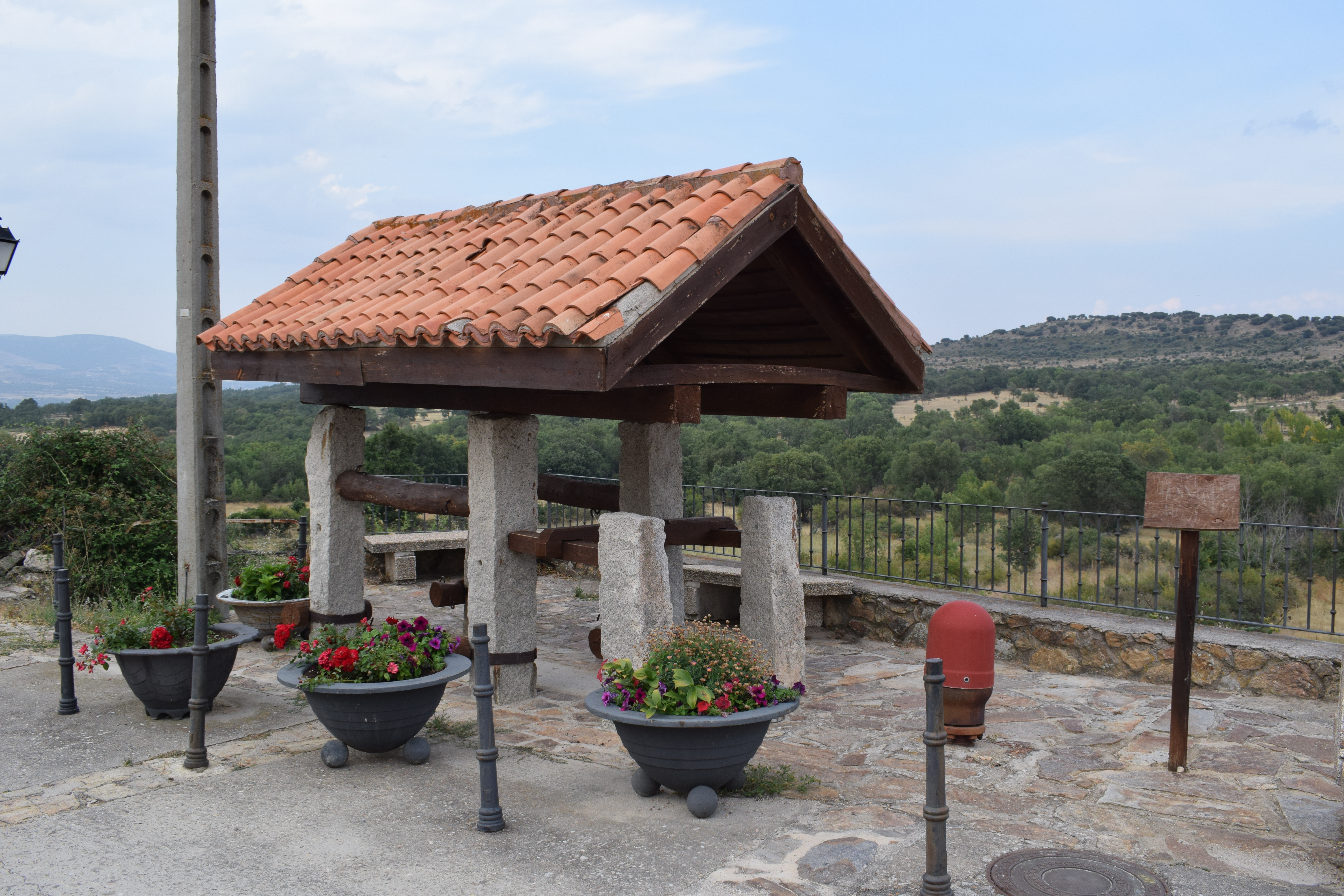
Potro de Herrar.

- Potros de herrar: dan muestra del origen ganadero del municipio. Se utilizaban para sujetar al ganado cuando se les tenía que herrar o cuando se les tenía que realizar una cura. Al animal se le ataba y se le sujetaba la cabeza con el yugo, con lo que quedaban completamente inmovilizados y con las patas dobladas para facilitar esta tarea.

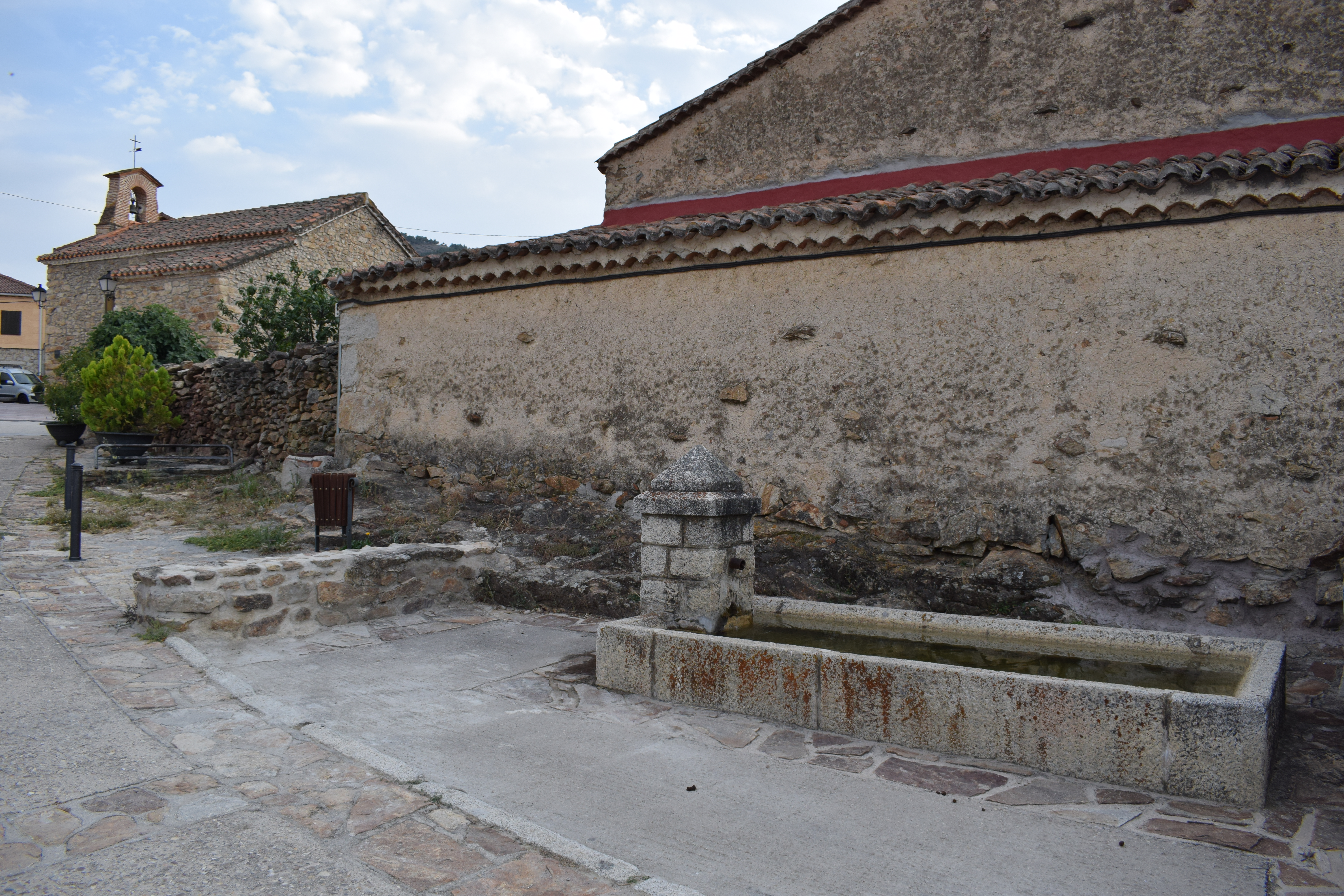
Pilón de arriba.

- Pilón de arriba: en el casco urbano del pueblo hay dos pilones que, no hace muchos años, se utilizaban como abrevadero para el ganado. Con la disminución de la ganadería y la salida de los animales fuera de la zona urbana, estos pilones han quedado como recuerdo de lo que un día fue la actividad principal de los habitantes de El Cuadrón.

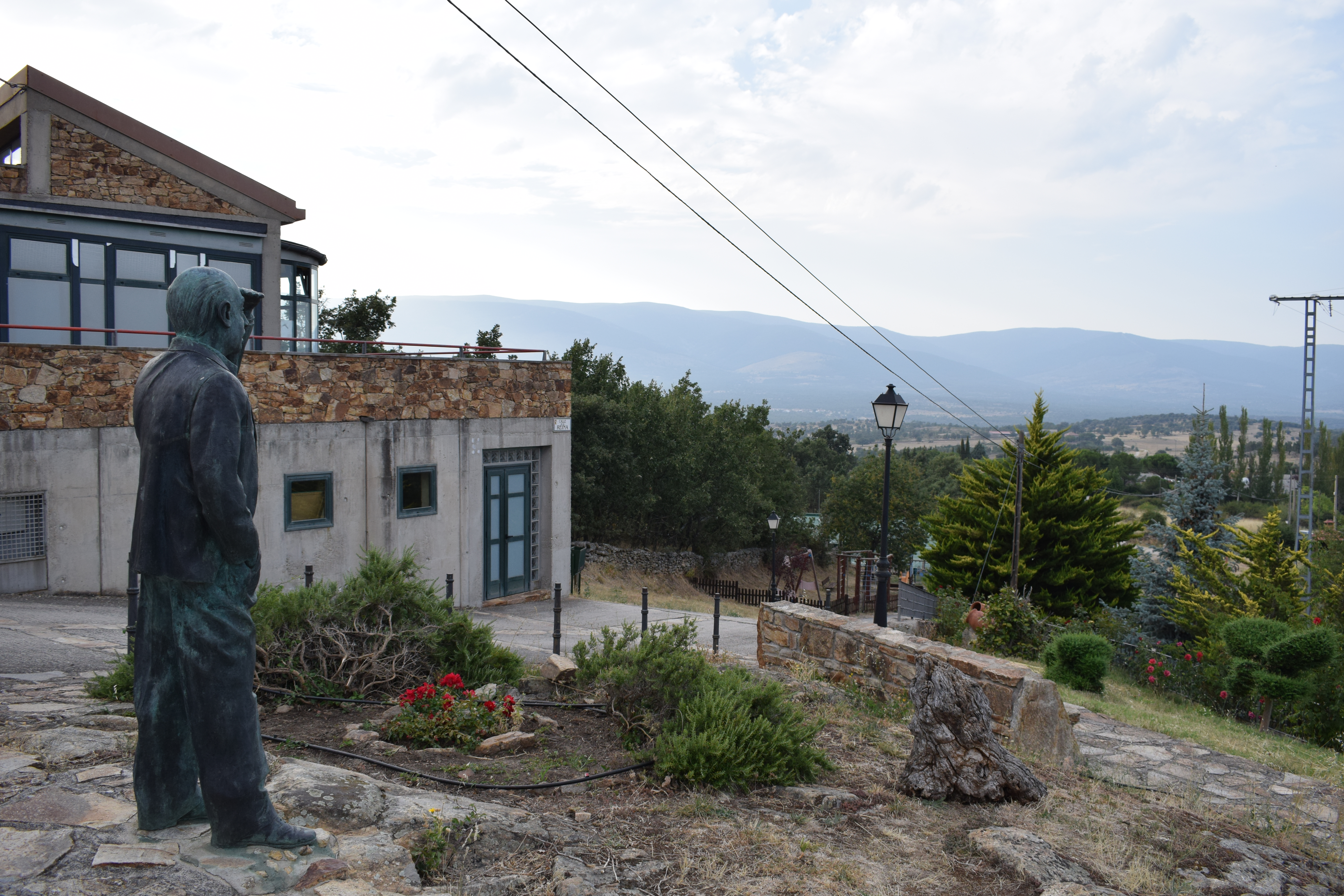
Mirador de la Peñota 2.

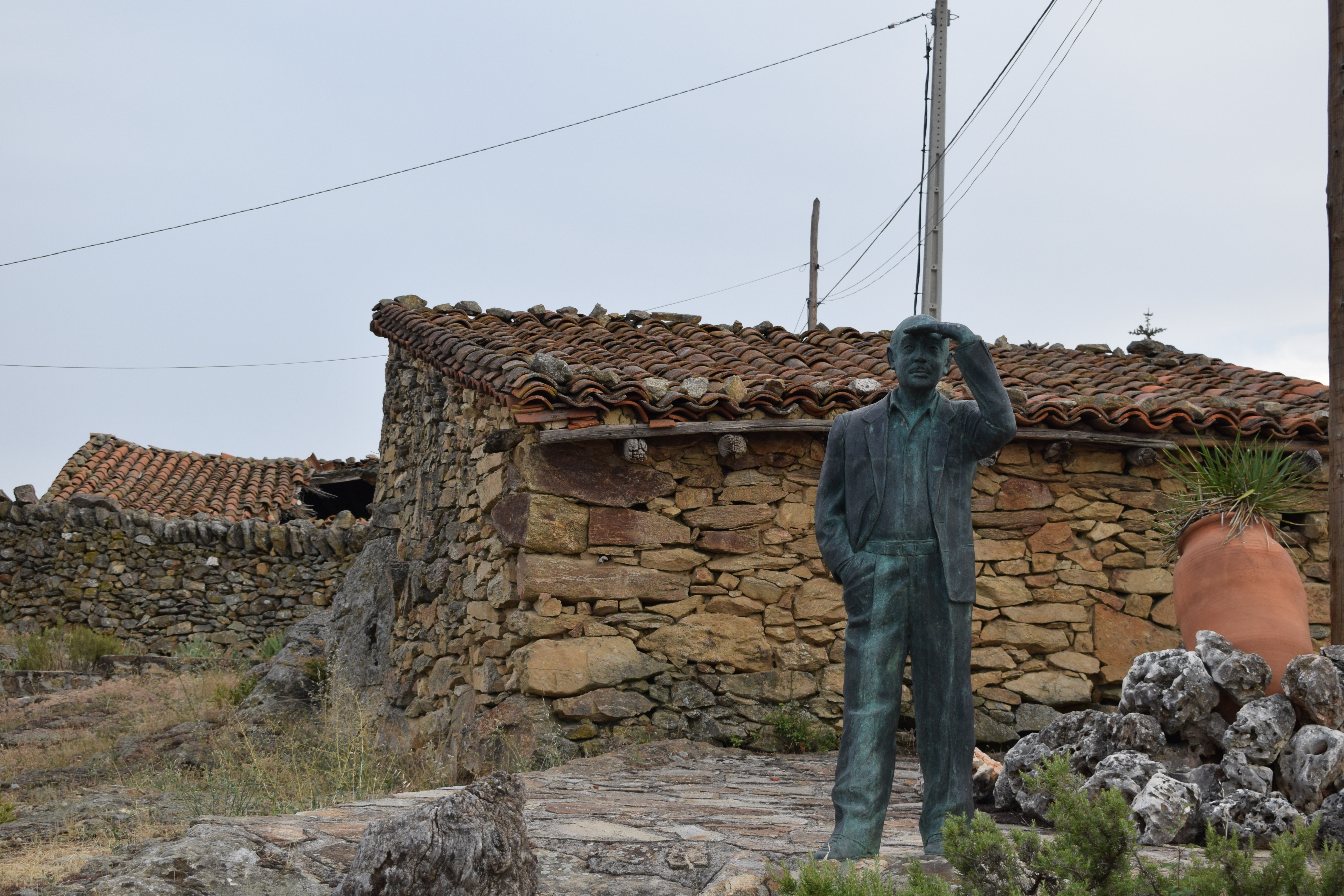
Mirador de la Peñota 1

- Mirador de la Peñota: en la parte baja del pueblo hay una pequeña zona de piedra, conocida como "La Peñota". Desde ese punto los vecinos vigilaban los animales mientras pastaban por la zona baja del pueblo, cercana al río. Hace algunos años, el ayuntamiento, con buen criterio, hizo un homenaje a esos antiguos vecinos del pueblo y fijó la estatua de un vecino anónimo oteando el horizonte.

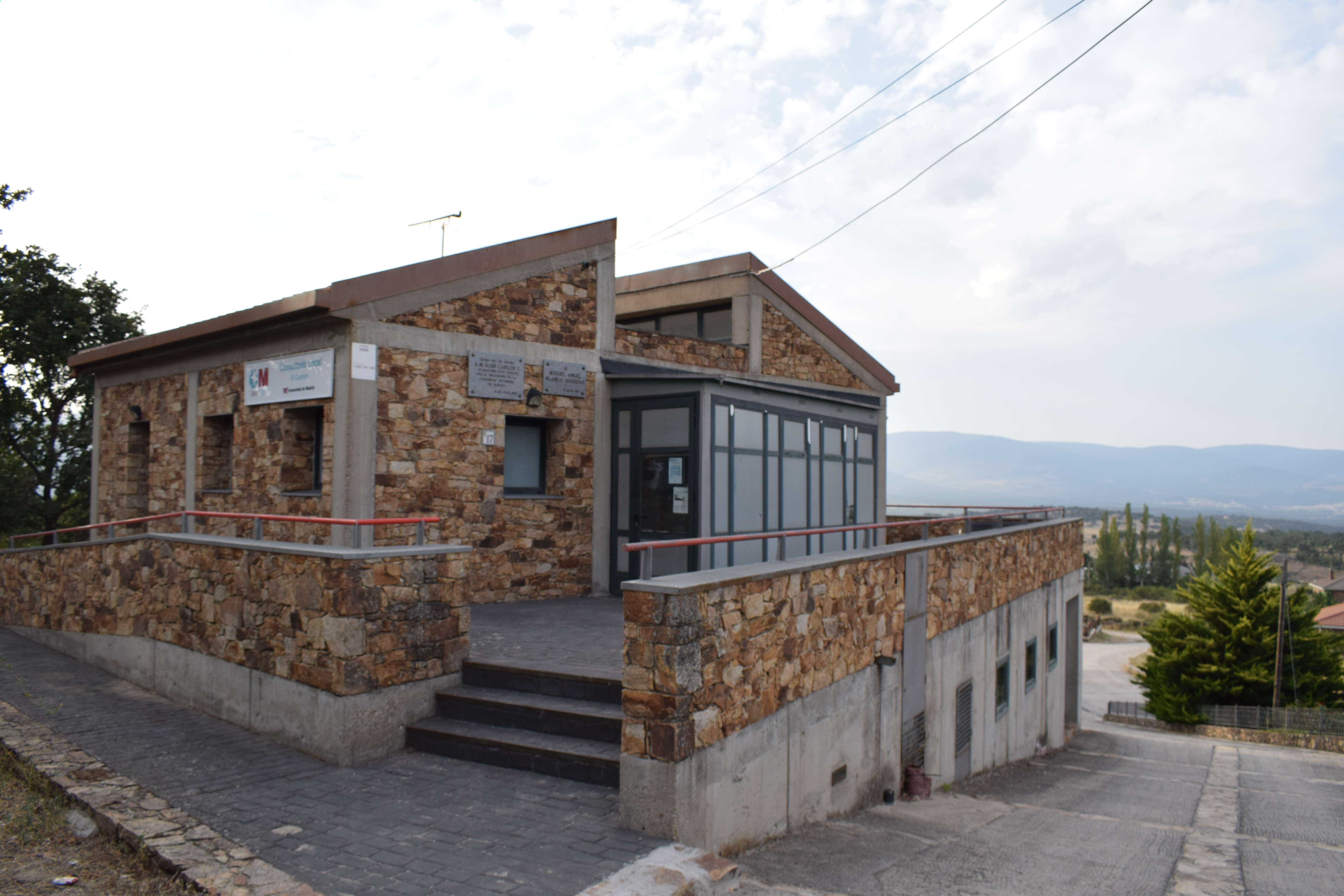
Clínica y Salón de actos.

- Clínica y Salón de actos: en la zona de La Peñota se construyó hace unos años un edificio multifuncional, que se utiliza normalmente para que el médico pase consulta una vez a la semana, y puede utilizarse puntualmente para diferentes actos sociales, como representaciones teatrales, conferencias, etcétera.

## Otros Lugares de interés próximos a El Cuadrón
- Centro de Educación Ambiental El Cuadrón (CEA el Cuadrón)[4][5]
- Finca de Cobos

## Fiestas y eventos relevantes
- Virgen de El Pilar: se celebra el 12 de octubre en honor a la Virgen del Pilar, patrona del pueblo. Las celebraciones se prolongan durante tres días: el viernes más cercano al día 12, en el que ya hay un baile por la noche en la plaza; el sábado, que se comienza con una diana floreada por las calles del pueblo, finalizando con baile en la plaza. También hay juegos infantiles a lo largo de la jornada. El día grande es el 12 de octubre, cuando se celebra la misa, la procesión y la típica subasta de ramos y varas. A la fiesta religiosa le sigue el reparto de bollos, sangría y caldereta.

## Comunicaciones

### Por carretera
- Desde la A-1 (antigua Nacional 1, Madrid-Burgos) tomar el desvío en el kilómetro 69, que lleva a la carretera comarcal M-604, en dirección hacia Rascafría, y a tres kilómetros nos encontramos con El Cuadrón
- Desde el sur de Madrid, tomar la M-50 hasta la A-6 (La Coruña) y desde Collado Villalba subir el Puerto de Navacerrada, desviándose a la derecha a lo alto del pueblo de Navacerrada bajando el puerto de Cotos, por la carretera comarcal M-604, tras pasar por los pueblos de Rascafría y Lozoya, llegamos a El Cuadrón.
- Desde Colmenar Viejo, ir hasta Miraflores de la Sierra y atravesar el Puerto de la Morcuera. Dejando atrás el pueblo de Canencia de la Sierra, por la M-609 se llega a la M-604, donde, con un giro a la derecha y en dirección a Madrid, se llega a El Cuadrón.
- También se puede llegar desde Miraflores por el puerto de la Morcuera (M-611), o si se accede desde Segovia, por el puerto de Navafría (M-637). En ambos casos llegaremos a la M-604 y seguiremos dirección Madrid hasta llegar a El Cuadrón.

### Por autobús
- 194 • Madrid (Plaza de Castilla)-Alcobendas-San Sebastián de los Reyes-San Agustín de Guadalix-El Molar-Venturada-Cabanillas de la Sierra-La Cabrera-Lozoyuela-El Cuadrón.
- 191 • Madrid (Plaza de Castilla)-Venturada-Cabanillas de la Sierra-La Cabrera-El Berrueco- Sieteiglesias-Lozoyuela-Buitrago.
- 194A • Buitrago -Lozoyuela-El Cuadrón.
- 195 • Madrid (Plaza de Castilla)-Alcobendas-San Sebastián de los Reyes-San Agustín de Guadalix-El Molar-Venturada-Cabanillas de la Sierra-La Cabrera-Lozoyuela-El Cuadrón.

## Callejero, cartografía y fotografía aérea

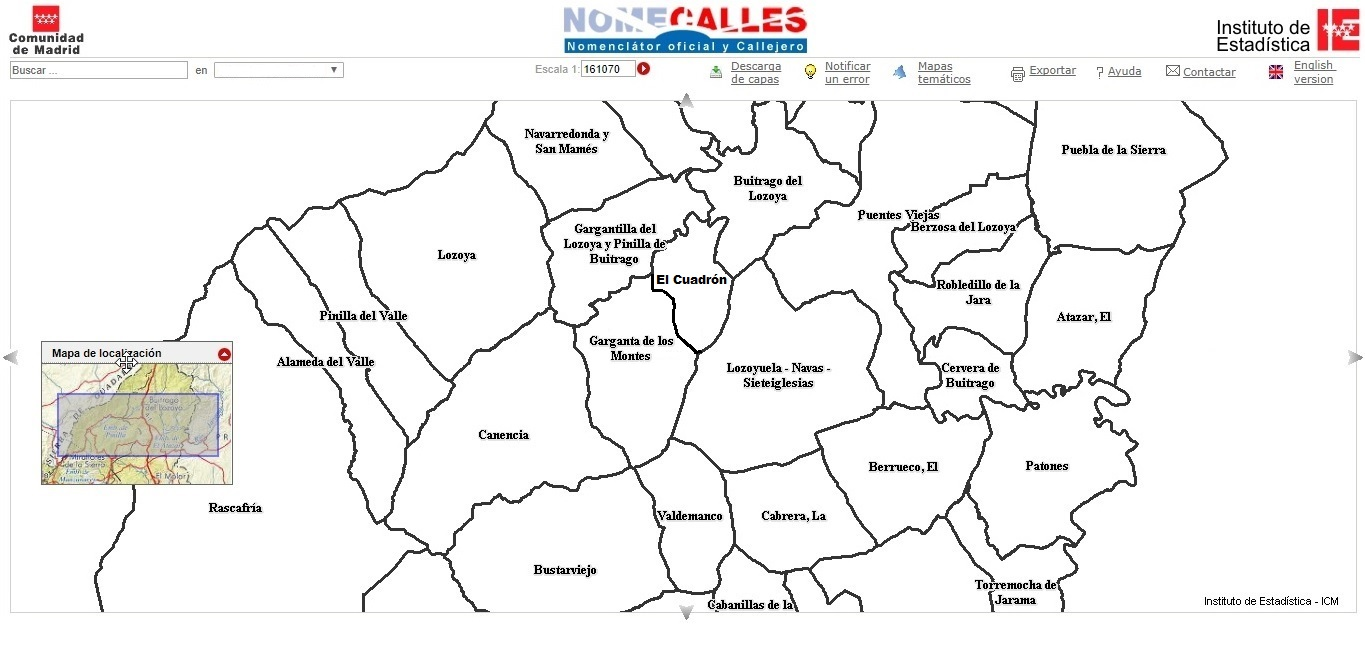
Ubicación geográfica de El Cuadrón.

- Instituto de Estadística de la Comunidad de Madrid > Nomenclátor Oficial y Callejero

## Estadística
|           |                            |                            | Año 2016 | Año 2016 | Año 2016 | Año 2015 | Año 2015 | Año 2015 | Año 2014 | Año 2014 | Año 2014 | Año 2013 | Año 2013 | Año 2013 | Año 2012 | Año 2012 | Año 2012 | Año 2011 | Año 2011 | Año 2011 | Año 2010 | Año 2010 | Año 2010 |
| --------- | -------------------------- | -------------------------- | -------- | -------- | -------- | -------- | -------- | -------- | -------- | -------- | -------- | -------- | -------- | -------- | -------- | -------- | -------- | -------- | -------- | -------- | -------- | -------- | -------- |
| Provincia | Municipio                  | Unidad Poblacional         | Tot      | H        | M        | Tot      | H        | M        | Tot      | H        | M        | Tot      | H        | M        | Tot      | H        | M        | Tot      | H        | M        | Tot      | H        | M        |
| 28 Madrid | 062 Garganta de los Montes | 000200 CUADRÓN (EL)        | 45       | 27       | 18       | 46       | 26       | 20       | 45       | 25       | 20       | 42       | 22       | 20       | 42       | 21       | 21       | 41       | 20       | 21       | 43       | 20       | 23       |
| 28 Madrid | 062 Garganta de los Montes | 000201 CUADRÓN (EL)        | 34       | 21       | 13       | 35       | 20       | 15       | 33       | 18       | 15       | 31       | 16       | 15       | 32       | 15       | 17       | 30       | 14       | 16       | 30       | 13       | 17       |
| 28 Madrid | 062 Garganta de los Montes | 000202 PRADO GUSTAR        | 3        | 1        | 2        | 3        | 1        | 2        | 4        | 2        | 2        | 4        | 2        | 2        | 4        | 2        | 2        | 4        | 2        | 2        | 5        | 3        | 2        |
| 28 Madrid | 062 Garganta de los Montes | 000401 ERAS DEL SOTO (LAS) | 2        | 1        | 1        | 2        | 1        | 1        | 2        | 1        | 1        | 2        | 1        | 1        | 2        | 1        | 1        | 2        | 1        | 1        | 2        | 1        | 1        |
| 28 Madrid | 062 Garganta de los Montes | 000299 *DISEMINADO*        | 6        | 4        | 2        | 6        | 4        | 2        | 6        | 4        | 2        | 5        | 3        | 2        | 4        | 3        | 1        | 5        | 3        | 2        | 6        | 3        | 3        |

- Instituto de Estadística -Nomenclátor: Población de El Cuadrón (El Cuadrón) a 1 de enero
- Instituto de Estadística -Nomenclátor: Población de El Cuadrón (Eras del Soto) a 1 de enero
- Instituto de Estadística -Nomenclátor: Población de El Cuadrón (Prado Gustar) a 1 de enero